# Margaret Okayo
Margaret Okayo (condado de Kisii, Kenia, 30 de mayo de 1976) es una corredora de fondo keniana, especializada en la prueba de maratón donde ha conseguido ganar el maratón de Nueva York en dos ocasiones (2001 y 2003) con un tiempo de 2:24:21 y 2:22:31 segundos respectivamente.
Además ha ganado el maratón de San Diego en 2000 y 2001, el maratón de Boston en 2002, el maratón de Milán también en 2002, y el maratón de Londres en 2004.